# Sansevieria francisii
Sansevieria francisii là một loài thực vật có hoa trong họ Măng tây. Loài này được Chahin. miêu tả khoa học đầu tiên năm 1995.

## Hình ảnh

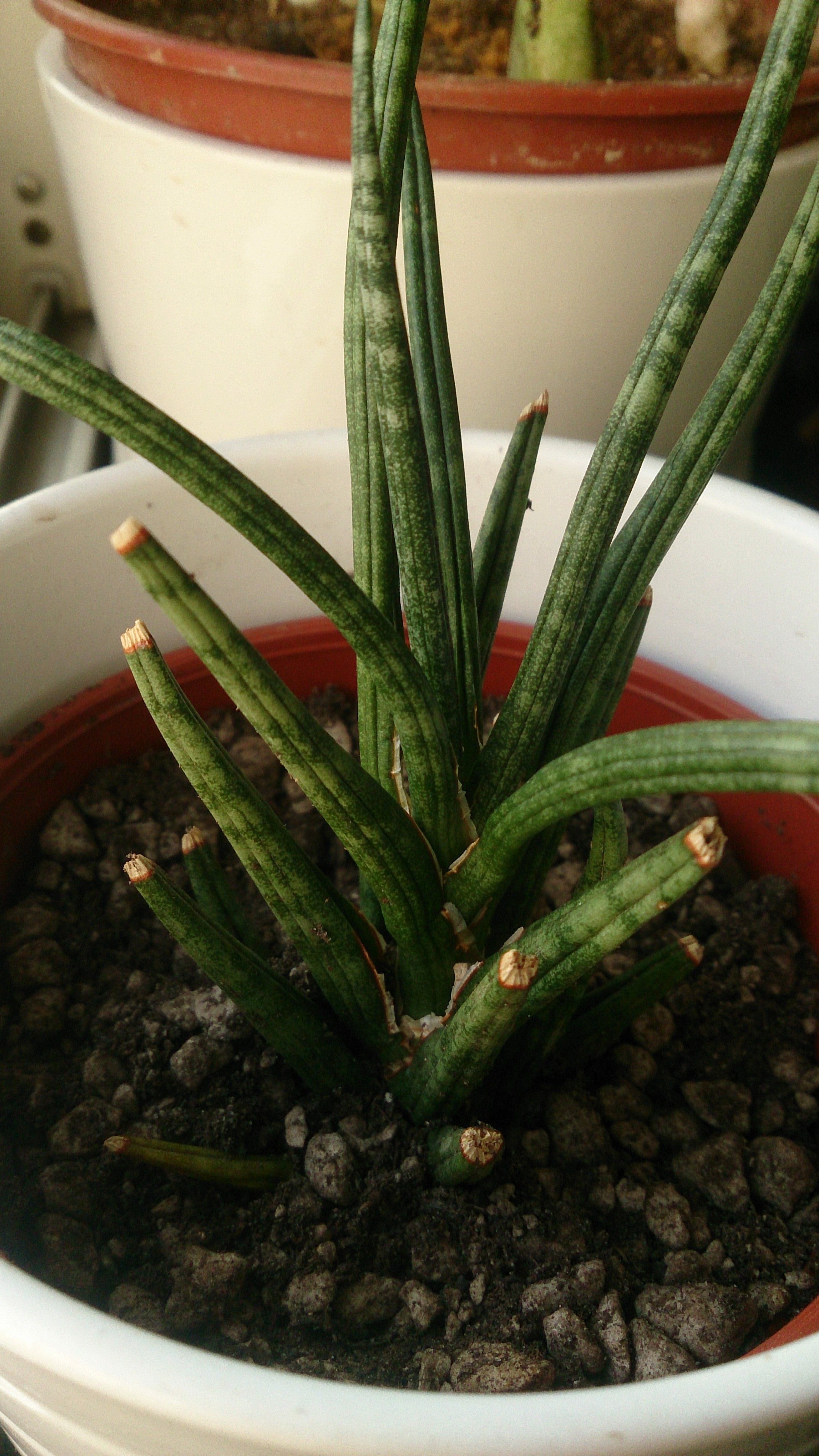